# Електроснабдителна мрежа
Eлектроснабдителната мрежа е взаимосвързана система за пренос и доставка на електроенергия от производителите до потребителите посредством електрически далекопроводи и кабелни линии. Според Закона за енергетиката „Електроразпределителна мрежа“ е съвкупност от електропроводи и електрически уредби с високо, средно и ниско напрежение, която служи за разпределение на електрическа енергия.
Електроцентралите, които произвеждат електрическа енергия от гориво (въглища, природен газ, ядрената енергия или водната енергия се присъединяват към преносната мрежа за средно напрежение (20kV) и чрез трансформатори към мрежата за високо напрежение (110/ 220kV). Електропреносната мрежа за високо и свръхвисоко напрежение пренася електричеството на дълги разстояния – често дори в международен мащаб, докато достигне своя клиент, обикновено компания, която е собственик на местна електроснабдителна мрежа.
Генериращите мощности обикновено са разположени в близост до източник на вода и далече от гъсто населени райони. Те обикновено са с доста голяма площ. Електрическата енергия, която се генерира, предварително и се повишава напрежението и се свързва към преносната мрежа. Всяка електрическа мрежа има максимално допустим капацитет и често не може да бъде натоварена с енергията от всички ДЕИ.
Преносните линии за ВН пренасят електроенергията от електроцентралата до трансформаторни подстанции, които понижават напрежението на ниво дистрибуция до и под 20Kv, където разпределителните линии за средно напрежение пренасят енергията до трафопостовете на населените места.
Разпределение на електрическата енергия след трафопостовете се осъществява чрез кабелни и въздушни електрически линии на ниско напрежение 220/380v.

## Допустими отклонения
Номиналните напрежения и допустимите отклонения от тях в преносната мрежа и в местата на присъединяване на потребителите при нормална работа са, както следва:
110kV- 90%~112%
220kV- 90%~110%
400kV- 95%~105%